# Tessai Tomioka
Tessai Tomioka (japonsky 富岡 鉄斎, Tomioka Tessai; 25. ledna 1837 Kjóto – 31. prosince 1924 Kjóto) byl pseudonym pro malíře a kaligrafa v císařském Japonsku. Je považován za posledního velkého umělce v tradici Bundžinga a jednoho z prvních velkých umělců stylu Nihonga. Jeho skutečné jméno bylo Jusuke, které si později změnil na Hjakuren.
Byl učencem filosofie a literatury, působil také jako šintoistický kněz. Namaloval přibližně 2 500 maleb.